# Perce Blackborow
Perce Blackborow (néhol Blackboro vagy Blackborrow) (1896, Newport – 1949), walesi matróz, aki potyautasként került Ernest Shackleton birodalmi transzantarktiszi expedíciójának tagjai közé.

## A potyautas
Blackborow és korábbi matróztársa, William Bakewell a Golden Gate nevű hajón szolgáltak, amikor az hajótörést szenvedett Montevideónál. Új hajót keresve Buenos Airesbe utaztak, ahol Shackleton éppen új legénységi tagokat toborzott Endurance nevű hajójára. Bakewellt felvették, de Blackborowt fiatal kora miatt elutasították. Bakewell és egy másik társuk, Walter How ekkor segített Blackborownak elrejtőzni a hajón. Jelenlétét csak akkor fedezték fel, amikor már túl késő lett volna visszafordulni. Blackborow ezután mint inas, hajópincér működött a hajón.
Miután az Endurance-t szétzúzta a jég, többhónapos jégtáblán sodródás után csónakjaikkal kikötöttek Elefánt-szigeten 1916 áprilisában. A hatnapos csónakút során Blackborow lába elfagyott, később lábujjait még a szigeten, június 15-én amputálni kellett. Ő volt az egyetlen a hajó 28 fős legénységéből, aki maradandó sérülést szerzett az expedíció során.
Az elefánt-szigeti kikötésükkor Shackleton megengedte Blackborownak, hogy elsőként szálljon partra a szigeten, ahol előttük még senki nem kötött ki.
A szigetről való megmenekülésük után Blackborow Dél-Walesben, Newportban telepedett le, és megkapta a Polar Medal kitüntetés bronz fokozatát. 1949-ben hunyt el.

## Fordítás
- Ez a szócikk részben vagy egészben  a   Perce Blackborow című angol Wikipédia-szócikk ezen változatának fordításán alapul.  Az eredeti cikk szerkesztőit annak laptörténete sorolja fel. Ez a jelzés csupán a megfogalmazás eredetét és a szerzői jogokat jelzi, nem szolgál a cikkben szereplő információk forrásmegjelöléseként.